# Colledara
Colledàra (Cùllëdàrë in abruzzese) è un comune italiano di 2 068 abitanti della provincia di Teramo in Abruzzo. Fa parte della Comunità montana Gran Sasso. Resa celebre dal libro di memorie intitolato proprio Colledara, pubblicato dal poeta Fedele Romani nel 1907, in prima edizione per l'editore fiorentino Bemporad. Transita qui un tratto della grande Ippovia del Gran Sasso.

## Storia
Il 30 dicembre del 1909, con regio decreto n.493, la sede del Municipio di Castiglione della Valle fu trasferita a Colledara, preferita per diverse ragioni: la posizione centrale, l'alto numero di abitanti delle sue ville, la presenza dell'ufficio postale, del medico, della farmacia, del notaio e persino della banca.

Tuttavia vi fu una ragione che il consigliere provinciale Tito Candelori così riassunse in un suo intervento 
 tratto da: Atti del Consiglio provinciale di Teramo, anno 1909, Teramo, De Carolis, 1910, pp. 63–64;
Il romanzo di Fedele Romani, pubblicato nel 1907, aveva suscitato interesse e consenso non solo in Abruzzo. Le anticipazioni che, sotto forma di articolo, Romani pubblicò negli anni precedenti su Il Marzocco, una delle più raffinate e seguite riviste di letteratura dell'epoca, avevano incontrato un notevole successo tanto da rappresentare un vero e proprio "caso letterario".
Ne sono prova da un lato l'interesse a pubblicare il volume da parte di un editore di primissimo piano in Italia, come il fiorentino Bemporad e dall'altro l'ampio spazio concesso a Romani dai fratelli Orvieto, animatori del Marzocco, per le anticipazioni relative al secondo romanzo, poi pubblicato postumo con il titolo Da Colledara a Firenze.
Successivamente, con il regio decreto n.379 del 16 febbraio 1928 n. 60, il Comune cambiava denominazione da Castiglione della Valle a Colledara.

## Monumenti e luoghi d'interesse

### Architetture religiose
- Chiesa di San Michele Arcangelo
- Chiesa di San Paolo

### Chiesa di San Paolo
A Colledara si trova la chiesa di San Paolo, ampiamente descritta da Fedele Romani nella sua opera. Si tratta di una chiesa edificata nel corso del secolo XVI e più volte ristrutturata.
Le campane di S. Paolo sono tre: la grande, la mezzana e la piccola; e sono disposte in ordine decrescente in un campanile a vela, che sorge sopra la facciata. La campana grande ha una voce baritonale, piena di sentimento e di fremiti profondi; e, quando suona sola. e a distesa ed echeggia per la Valle, chi l'ascolta si ferma pensoso e unisce a quella voce le immagini e i ricordi più nobili e più cari che serba in fondo al cuore... 
La mattina della domenica, dai cinque villaggi detti Ville di S. Paolo si vedevano, tra le querce e le siepi, altrettanti rivi variopinti che, come raggi, si dirigevano verso il centro, il quale era la vecchia e buona chiesa. Il rivo che partiva da Colledara si riuniva, a un certo punto, con quello di Carancia, poi con quello dei Pantani, e così ingrossato e arricchito, arrivava a S. Paolo. Dall'altra parte, giungeva, accresciuto di quello di Chiovano, il rivo che muoveva da Ìlii. Tutti erano vestiti a festa: le contadine portavano in capo un grosso fazzoletto bianco piegato a fisciù, smerlato e ricamato, e con le cocche non annodate sotto il mento, ma tenute lunghe distese e riunite sul petto con le mani. Gli uomini erano vestiti della loro solita saia turchino cupo: d'estate la giacchetta non era infilata, ma gettata sulle spalle; e gli zaotti, per più bravura, la portavano su di una spalla sola. 
... La chiesa di S. Paolo, dunque, aveva tre statue mobili: la Madonna del Rosario, S. Antonio e la Madonna di Costantinopoli; ma quest'ultima, benché fosse qualche volta cavata dalla nicchia del suo altare e collocata in mezzo alla chiesa, non era mai portata in processione, perché, nonostante che fosse vestita anch'essa di seta e di raso e coperta di collane, e portasse la corona d'argento, aveva il corpo, dicevano, tutto di pietra, e pesava troppo. Questa era una statua singolarmente miracolosa, ma piena di pauroso mistero e piuttosto brutta di viso. E questa bruttezza accresceva il suo prestigio.»

## Società

### Evoluzione demografica
Abitanti censiti

## Geografia antropica

### Frazioni
Bascianella, Capo di Colle, Castiglione della Valle, Chiovano, Collecastino, Villa Ilii, Ornano Grande, Ornano Piccolo, Pantani, Pizzicato, Sbarra, Vico, Villapetto.

#### Castiglione della Valle
Denominato nel medioevo "Castrum Leonis Vallis Sicilianae", fu un castello feudale e sede comunale successivamente, fino al 1909. Nel 1747 Castiglione si dotò di propri Statuti rurali. Vi si trova la chiesa di San Michele Arcangelo con opere attribuite a Andrea De Litio e Pompeo Cesura.

#### Ornano
Località divisa in Ornano grande e Ornano piccolo, la frazione di Ornano Grande sorge a 495 metri sul livello del mare. Vi si trova il palazzo Petrilli, abitazione di una delle più antiche famiglie della zona e in seguito divenuta sede della Fondazione AMORC (Antico e Mistico Ordine Rosae-Crucis). A Ornano Grande si trova la chiesa di San Giorgio Martire.

#### Villa Petto
Con testimonianze di epoca romana. Vi si trovano le chiese di San Salvatore (sec. XIV) e di Santa Lucia (sec. XVI).

## Infrastrutture e trasporti

### Strade

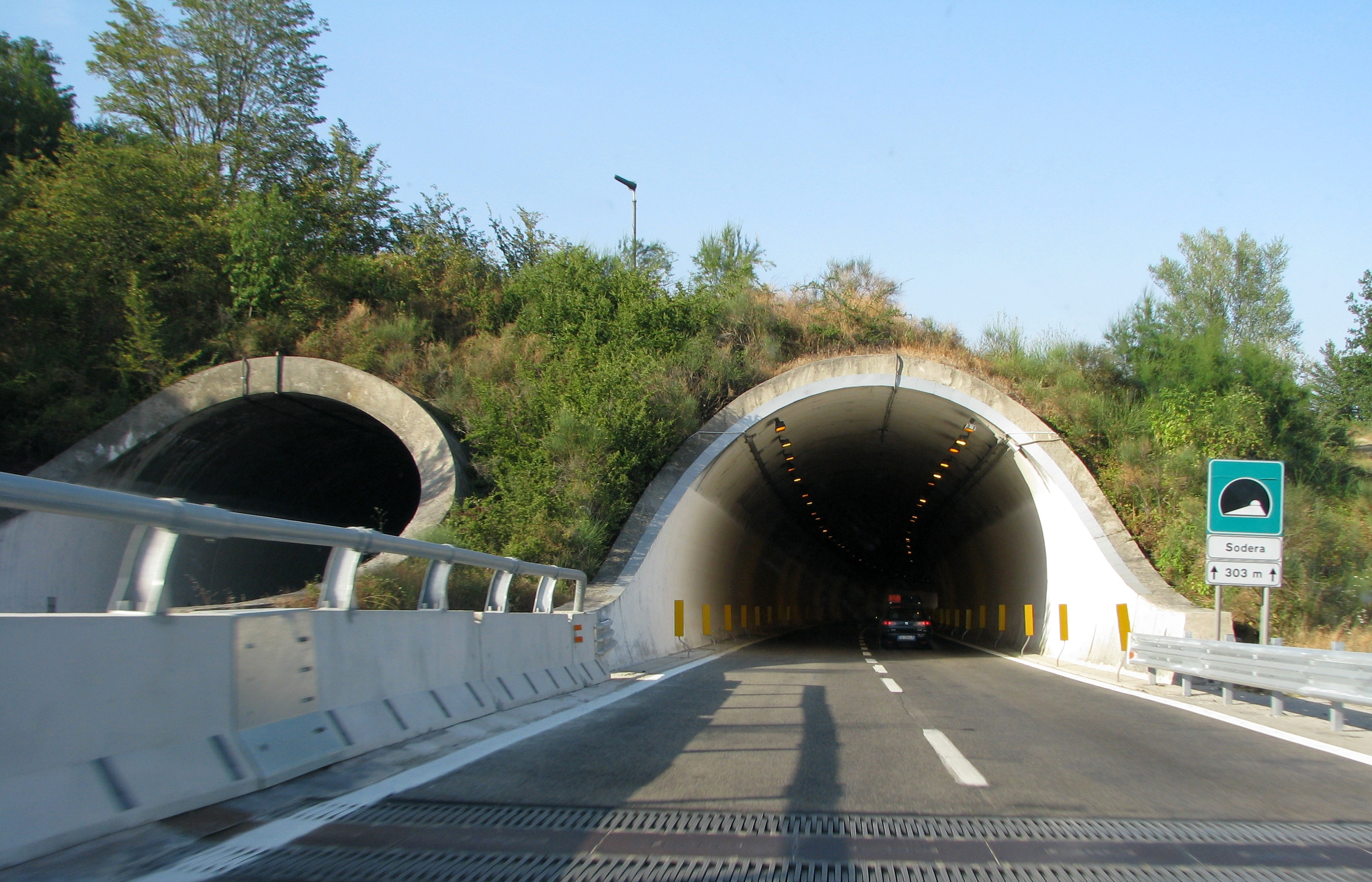
A24, direzione Teramo, galleria Sodera

Il comune è servito da uno svincolo dell'autostrada A24 ed è attraversato dalla ex Strada statale 491 di Isola del Gran Sasso inoltre è servito da altre strade provinciali di minore importanza.

## Amministrazione
| Periodo        | Periodo        | Primo cittadino        | Partito                                                    | Carica  | Note         |
| -------------- | -------------- | ---------------------- | ---------------------------------------------------------- | ------- | ------------ |
| 23 aprile 1995 | 13 giugno 2004 | Mauro Sacco            | Lista civica di centro                                     | Sindaco | [ 7 ] [ 8 ]  |
| 14 giugno 2004 | 25 maggio 2014 | Giuseppe Di Bartolomeo | Lista civica di centro-sinistra Uniti per Colledara        | Sindaco | [ 9 ] [ 10 ] |
| 26 maggio 2014 | in carica      | Manuele Tiberii        | Lista civica di centro-destra Colledara si rinnova insieme | Sindaco | [ 1 ]        |